# Quitte-moi... si tu peux !
Pour plus de détails, voir Fiche technique et Distribution.
Quitte moi… si tu peux ! ou Un amour attachant au Québec (Serious Moonlight) est un film américain réalisé par Cheryl Hines sorti en 2009.

## Synopsis
Apprenant que son mari est sur le point de la quitter pour une autre femme, une puissante juriste l’en empêche en le ligotant dans les toilettes. La situation se complique quand des cambrioleurs tentent de pénétrer dans leur maison.

## Fiche technique

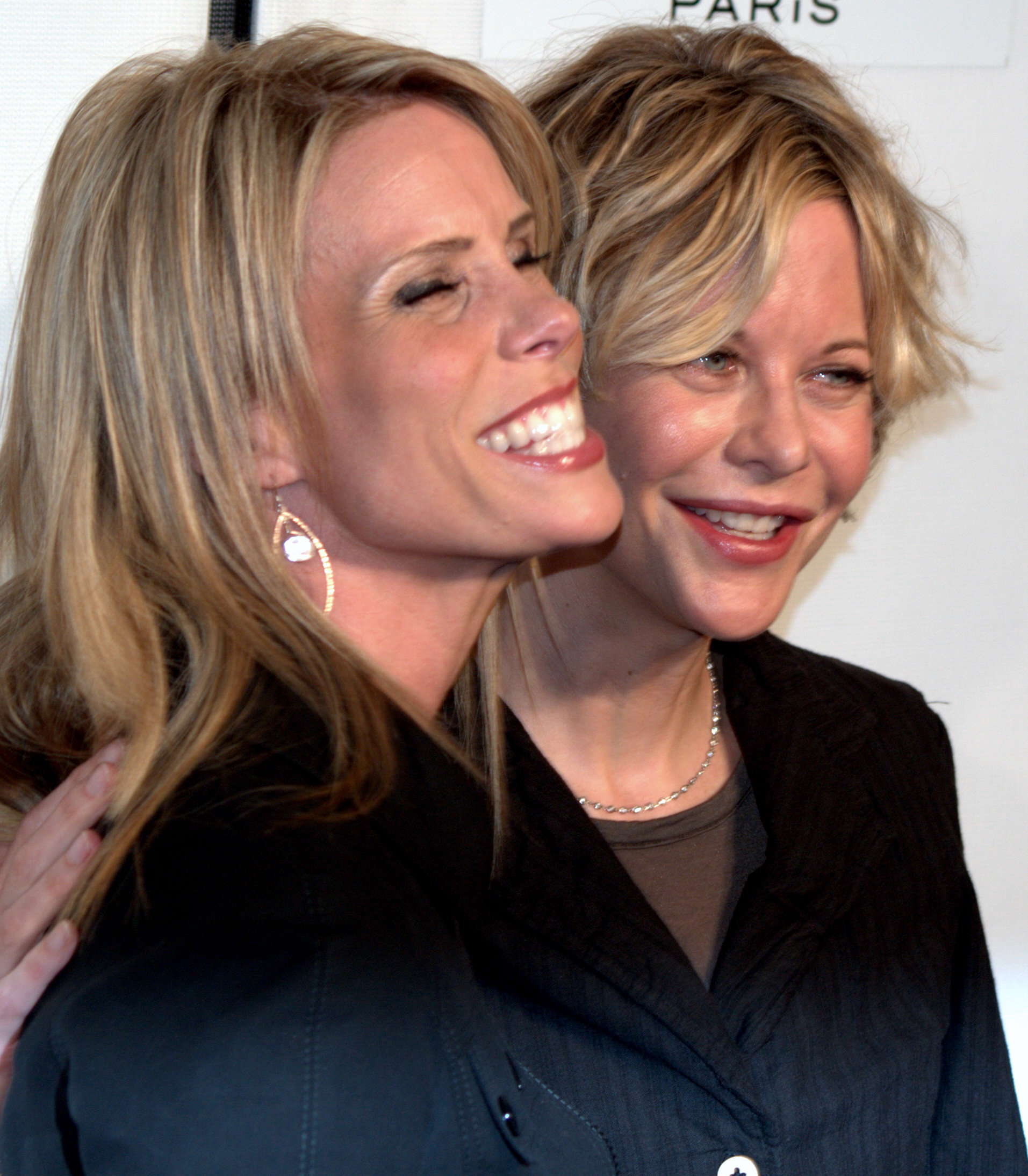
La réalisatrice Cheryl Hines et son actrice principale, Meg Ryan, au Tribeca Film Festival 2009.

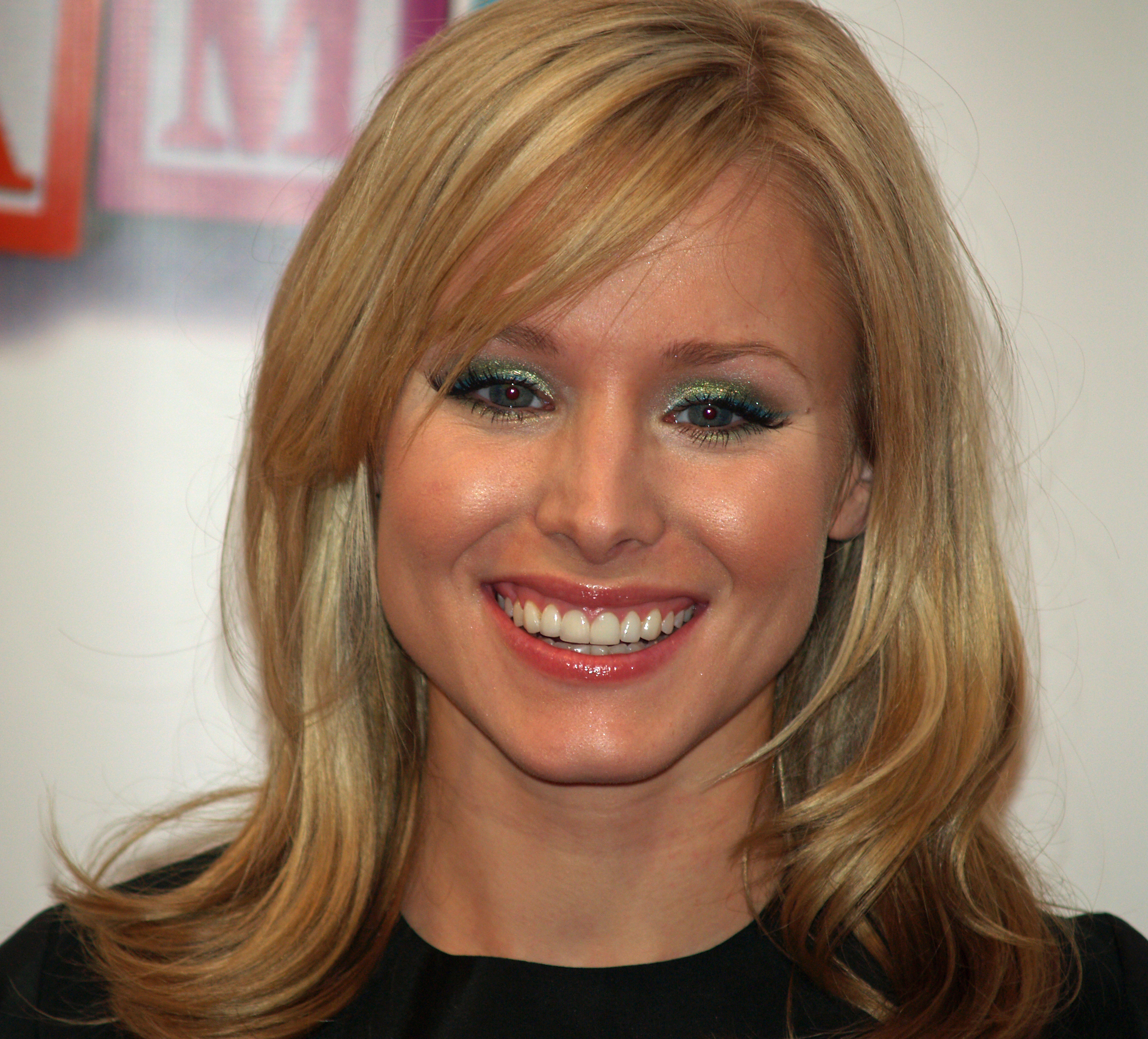
Leur partenaire Kristen Bell.

- Titre français : Quitte moi… si tu peux !
- Titre québécois : Un amour attachant
- Titre original : Serious Moonlight
- Réalisation : Cheryl Hines
- Scénario : Adrienne Shelly
- Musique : Andrew Hollander
- Directrice de la photographie : Nancy Schreiber
- Société de production : Magnolia Pictures
- Pays d'origine :  États-Unis
- Genre : Comédie romantique
- Langue originale : anglais
- Durée : 81 minutes
- Dates de sortie :
  - États-Unis : 4 décembre 2009 (sortie nationale)

## Distribution
- Kristen Bell (VF : Laura Préjean, VQ : Catherine Proulx-Lemay) : Sara
- Justin Long (VF : Stéphane Pouplard, VQ : Hugolin Chevrette) : Todd
- Timothy Hutton (VQ : Daniel Picard) : Ian
- Meg Ryan (VF : Virginie Ledieu, VQ : Natalie Hamel-Roy) : Louise
- Kimberlee Peterson (VQ : Claudia-Laurie Corbeil) : Trashy